# 사동초등학교 (경북)
사동초등학교(巳洞初等學校)는 대한민국 경상북도 경산시에 있는 공립 초등학교이다.

## 학교 연혁
- 2001.08.09 사동초등학교 설립 승인
- 2003.03.03 사동초등학교 개교 (17 학급 569명), 개교기념일(5월 7일)
- 2010.03.01 제5대 임무동 교장 부임
- 2011.02.06 제8회 졸업식(168명, 누계 1,060명)
- 2011.03.01 평산초등학교 개교로 161명 전출
- 2011.03.01 특수 1반 증설(33학급, 983명)
- 2017.02.14  제14회 졸업식

## 같이 보기
- 사동초등학교 축구단